# KBS 뉴스 9 강릉
《KBS 뉴스 9 강릉》은 KBS 강릉 1TV에서 매주 평일 오후 9시 30분, 주말 오후 9시 10분에 방송 중인 강원 지역 메인 뉴스 프로그램이다.

## 앵커
| 대수 | 진행자             | 진행 기간                          | 비고  |
| ---- | ------------------ | ---------------------------------- | ----- |
| 1대  | 김경미 아나운서    | 일자 미상 ~ 일자 미상              |       |
| 2대  | 이지연 前 아나운서 | 일자 미상 ~ 일자 미상              |       |
| 3대  | 이지애 前 아나운서 | 일자 미상 ~ 일자 미상              |       |
| 4대  | 조수빈 前 아나운서 | 일자 미상 ~ 일자 미상              |       |
| 5대  | 정소희 아나운서    | 일자 미상 ~ 일자 미상              |       |
| 6대  | 양수진 아나운서    | 일자 미상 ~ 2015년 5월 1일         |       |
| 7대  | 윤상아 아나운서    | 2015년 5월 4일 ~ 2015년 10월 30일  |       |
| 8대  | 정은지 아나운서    | 2015년 11월 1일 ~ 년도 일자 미상   |       |
| 9대  | 윤소희 아나운서    | 년도 일자 미상 ~ 2019년 2월 12일   |       |
| 10대 | 이의선 아나운서    | 2019년 2월 18일 ~ 2019년 8월 23일  |       |
| 11대 | 박민정 아나운서    | 2019년 8월 26일 ~ 2019년 11월 8일  |       |
| 12대 | 강유미 아나운서    | 2019년 11월 11일 ~ 2021년 1월 1일  |       |
| 13대 | 박민정 아나운서    | 2021년 1월 4일 ~ 2022년 1월 28일   |       |
| 14대 | 김단우 아나운서    | 2022년 1월 31일 ~ 2023년 1월 31일  |       |
| 15대 | 이선미 아나운서    | 2023년 2월 1일 ~ 2024년 1월 26일   |       |
| 16대 | 황지연 아나운서    | 2024년 1월 29일 ~ 2024년 11월 29일 |       |
| 17대 | 이아인 아나운서    | 2024년 12월 2일 ~ 현재             | [ 2 ] |

## 경쟁 프로그램
- MBC 뉴스데스크 강원 (MBC 강원영동 TV)
- G1 8 뉴스 (G1 TV)